# Fabio Romano
Fabio Romano (* 1967 in Palermo) ist ein italienischer Pianist, der in München lebt.

## Leben
Romano absolvierte seine erste Ausbildung am Konservatorium „Vincenzo Bellini“ in Palermo, wo er Klavier bei Gaetano Cellizza und Komposition bei Eliodoro Sollima studierte. Mit erst 19 Jahren wurde er 1986 selbst Dozent für Klavier an diesem Institut. Später verließ er Palermo und bildete sich an der Hochschule für Musik und Theater München bei Franz Massinger (1992–1994) und Gerhard Oppitz (1994–1998) weiter. Heute ist Romano Dozent für Klavier an der Hochschule für Musik und Theater München.
Internationales Aufsehen erregte 2008 seine Teilnahme an dem Swjatoslaw-Richter-Wettbewerb in Moskau, bei dem er mit einer Programmgestaltung, die Avantgarde, Moderne, Romantik und Klassik verband, den 4. Preis gewann.
Er trat u. a. mit dem Moscow Symphony Orchestra, dem Museumsorchester Frankfurt, der Württembergischen Philharmonie Reutlingen, der Bayerischen Staatsoper, dem Korean Chamber Ensemble, den Münchner Symphonikern und dem via-nova-chor München auf, musizierte mit den Dirigenten Dmitri Liss, Paolo Carignani, Markus Poschner, Roberto Paternostro, Min Kim, Max Frey (mit dem Madrigalchor der Hochschule für Musik und Theater München), Kurt Suttner und konzertierte im kammermusikalischen Bereich mit Gösta Winbergh, Giovanni Sollima, Klaus Becker, Teodora Campagnaro, H. D. Klaus, Harald Feller und dem Rachmaninov-Quartett.
Ein Augenmerk seiner Tätigkeit gilt der modernen bis zeitgenössischen Musik: Beispielhaft hierfür ist seine Teilnahme als Pianist und Schauspieler an der Uraufführung der kurzen Oper von Jörn Arnecke „Wieder sehen“ mit dem Orchester der Bayerischen Staatsoper im Rahmen der Zürcher und Münchner Festspiele.
Außerdem nahm er Werke von John Cage, Igor Strawinsky, Duke Ellington, Leonard Bernstein, Eliodoro Sollima, Fritz Schieri, Jörg Widmann und Giovanni Sollima (der das Klavierstück „In Si“ für Fabio Romano komponierte) für Rundfunkanstalten in Italien und Deutschland auf.
2001 hielt er auf Einladung der University of Suwon (Korea) einen Meisterkurs für Klavier.
Rundfunkautor Wolf Loeckle widmete ihm im Dezember 2005 eine Sendung bei Bayern 4 Klassik mit dem Titel „Ein Palermitaner in München“.
Der Journalist Tilman Urbach kürte ihn in der Dezember-2009-Ausgabe der Fachzeitschrift Fono Forum zum „Nachwuchskünstler des Jahres“. Zitat: „Der Pianist Fabio Romano, der sich gleichzeitig der Neuen Musik und dem klassischen Repertoire widmet. Ernsthaft und eindringlich.“

## Wettbewerbe
Bei der Sviatoslav Richter International Piano Competition 2008. in Moskau wurde er 4. Preisträger.
2020 gewann Fabio Romano mehrere 1. Preise bei internationalen Klavierwettbewerben: Bei der Propiano International Competition in der Senior Category, beim Anton-Rubinstein-Wettbewerb (Düsseldorf/Berlin) und bei Music without limits (Litauen). Außerdem wurden ihm im Rahmen der Chicago International Music Competition der „Special Prize for the Best Performance of a work by Beethoven“ verliehen und beim 5th Rising Stars Grand Prix in Berlin der „Special Prize for Contemporary Music Interpretation“. Ferner gewann er beim „Aevea Piano Prize“ einen OnClassical Prize. Schließlich gewann er beim Wettbewerb Ciudad de Vigo einen 2. Preis.

## CD-Produktionen
- Fleur du mal (2010), mit Klavierwerken von Robert Schumann und Jörg Widmann, WERGO[6]
- Jewish masterworks of the synagogue liturgy (1996), mit den Sängern Steven C. Berke und Elisabeth S. Berke, BMG Ariola.
- Der Minuten-Tristan für 12 Pianisten (1996), Musik von Enjott Schneider / Richard Wagner, WERGO.
- The soul of classic (2000), mit der Württembergischen Philharmonie Reutlingen unter der Leitung von Roberto Paternostro, RELAXX.
- Bach meets Shostakovich meets Bach (2000), mit dem Rachmaninov Quartett, Kreuzberg Records / DEUTSCHLAND FUNK.

## Auftritte
- Oleg Kagan Musikfest in Kreuth (2010)
- Sommerliche Musiktage Hitzacker (2009)
- Bolschoi Saal des Tschaikowsky-Konservatoriums, Moskau (2008)
- Pfingstsymposion, München (2008 und 2009)
- Römerbad Musiktage, Badenweiler (2007)
- ICM Festival (2002) im Seoul Arts Center
- Museumskonzerte (2002) in der Alten Oper Frankfurt
- LG Arts Center (2001) Seoul
- Zürcher Festspiele (2001) im Theater an der Sihl
- Münchner Festspiele (2001) im Cuvilliés-Theater
- Europäisches Chorfestival Ljubljana (1994) im Cankarjev Dom
- Beethoven-Marathon (1995) in der Aula der Bonner Universität
- Festival der Europäischen Musik im Berliner Meistersaal (1999)
- Alghero Festival (1989)
- Konzertsaison Amici della Musica Palermo (1987) im Teatro Golden

## Rundfunkaufnahmen
- Bayerischer Rundfunk
  - Robert Schumann: Nachtstücke Op. 23 und Gesänge der Frühe Op. 133 (2008)
  - Jörg Widmann: Toccata und Fleurs du mal, Klaviersonate nach Baudelaire (2008)
  - Ludwig van Beethoven: Diabelli-Variationen Op. 120 (2005)
  - Ludwig van Beethoven: Auswahl aus den Variationen über Volksweisen Op. 105 u. 107 (2005)
  - Franz Schubert: Klavierstücke aus dem Nachlass D 946 (2005)
  - Marcel Dupré: Variationen über zwei Themen für Orgel und Klavier Op. 35, mit Harald Feller an der Orgel (1999)
  - Giovanni Sollima: In Si (1994)
  - Fritz Schieri: Balladen vom Sieben-Nixen-Chor (1997)
- Deutschland Radio Berlin
  - Leonard Bernstein: Prelude, Fugue and Riffs
  - Igor Strawinsky: Ebony Concerto
  - Duke Ellington: Night Creature – Alle drei Werke in einem Live-Mitschnitt aus der Frankfurter Alten Oper mit dem Museumsorchester Frankfurt unter der Leitung von Paolo Carignani (2002)
- Deutschlandfunk
  - Werke von Johann Sebastian Bach und Dmitri Dmitrijewitsch Schostakowitsch in der Bearbeitung von Thomas Heyn für Klavierquintett. Mit dem Rachmaninov Quartett (2000)
- RAI Radio Televisione Italiana
  - Claude Debussy: Sonate für Cello und Klavier mit der Cellistin Teodora Campagnaro
  - Eliodoro Sollima: Sonate für Flöte und Klavier mit dem Flötisten Luigi Sollima (1987)
  - John Cage: Auswahl aus den Sonaten und Interludien für präpariertes Klavier (1988)